# Alexa Dlouhy
Alexa Dlouhy (4 marzo 1996) è un'ex sciatrice alpina canadese.

## Biografia
Attiva in gare FIS dal dicembre del 2011, in Nor-Am Cup la Dlouhy ha esordito il 3 febbraio 2014 a Sunday River in slalom gigante (56ª), ha colto l'unico podio il 15 dicembre 2018 a Panorama in slalom speciale (2ª) e ha preso per l'ultima volta il via il 14 marzo 2019 a Strowe Mountain/Spruce Peake nella medesima specialità, senza completare la gara. Si è ritirata al termine di quella stessa stagione 2018-2019 e la sua ultima gara è stata uno slalom speciale FIS disputato il 5 aprile a Burke Mountain, chiuso dalla Dlouhy al 3º posto; non ha debuttato in Coppa del Mondo né preso parte a rassegne olimpiche o iridate.

## Palmarès

### Nor-Am Cup
- Miglior piazzamento in classifica generale: 16ª nel 2019
- 1 podio:
  - 1 secondo posto